# Fellinis Roma
Roma ist eine italienisch-französische Filmkomödie von Federico Fellini aus dem Jahr 1972.
Der Film ist ein Porträt der Stadt Rom aus der Sicht von Fellini. Er enthält Autobiographisches, wie Fellinis Ankunft in Rom während der Mussolini-Zeit, und Szenen aus dem Alltag von Rom.

## Inhalt
Es beginnt mit dem jungen Fellini aus Rimini, der in der Schule, von Freunden und aus Gesprächen der Erwachsenen etwas über Rom erfahren hat. 1939, der Zweite Weltkrieg hat gerade begonnen, erreicht er als junger Mann die italienische Hauptstadt, um zu studieren. Dann beginnt eine lockere Folge aus teilweise auch unzusammenhängenden collageartigen Sequenzen, komisch und dramatisch, die oft zwischen Vergangenheit und Gegenwart wechseln. Der Film enthält auch äußerst skurrile Szenen, wie eine kirchliche Modenschau und rollschuhfahrende Priester, die so schneller ins Paradies kommen wollen. Neben vielen Straßenszenen gibt es eine Einstellung, in der die abendliche stark befahrene Hauptstraße Grande Raccordo Anulare bei stürmischer Witterung gezeigt wird. Im Bild erscheinen auch der Kamerakran und eine im Wind flatternde Regenschutzplane für die Scheinwerfer und Geräte des Aufnahmeteams, ein bekanntes Stilmittel Fellinis. Manche Szenen zeigen das schmutzige, dekadente und mittelalterlich anmutende Rom. Prominente erscheinen kurz in Cameoauftritten, wie Fellini selbst, Gore Vidal, der damals in Rom lebte, und Anna Magnani, die schon früher mit Fellini zusammengearbeitet hatte und kurz nach ihrem Auftritt in seinem Film Roma an Krebs starb. Der Film endet mit einer langen Einstellung, in der eine Gruppe von Motorrädern durch das nächtliche Rom fährt.

## Kritik
„Das mit imponierendem formalen Aufwand inszenierte Stadtporträt fasziniert in seiner Mischung aus Erinnerung und Gegenwart, Realität und Fantasie.“

„Federico Fellinis »Roma« bietet den Zuschauern keine Handlung im herkömmlichen Sinn, vielmehr ist der Film ein sehr persönlich gehaltenes Porträt der Stadt Rom, das sich aus verschiedenen Aspekten zusammensetzt. Fellini erzählt darin seine eigene Geschichte, wie er als 20-jähriger seine Heimatstadt Rimini verlässt und in die italienische Hauptstadt reist. Dort setzt er die Betrachter einer opulenten Fülle von Impressionen und Erlebnissen aus, in denen sich Traum- und Realitätsebenen oftmals vermischen.“

## Auszeichnungen
- 1972 bekam Fellini bei den Filmfestspielen von Cannes den Technical Grand Prize.

- 1973 gewann der Film den Prix Léon Moussinac der Association Française de la Critique de Cinéma als bester ausländischer Film.

- Im selben Jahr bekam der Film als Bester fremdsprachiger Film eine Golden Globe-Nominierung.

- Ebenfalls 1973 erhielt Danilo Donati vom Sindacato Nazionale Giornalisti Cinematografici Italiani einen Nastro d’Argento für das Szenenbild.

- 1974 bekam Danilo Donati für das Szenenbild eine Nominierung für den Britischen Filmpreis.

## Weiterführende Literatur
- Reinhold Görling (2024). Fellinis Roma – Bild, Ereignis und Transformation. In: Peter Bär, Timo Storck, Karin Nitzschmann, Andreas Hamburger, Gerhard Schneider (Hg.). (2024). Federico Fellini: Zeitlose Bilder (S. 107–128). Cinema Quadrat e. V., Mannheim, ISBN 978-3-384-10895-1 (Print), ISBN 978-3-384-10896-8 (E-Book).